# 魚津酒造
株式会社魚津酒造（うおづしゅぞう）は、富山県魚津市にある清酒などを製造・販売する日本の酒造メーカー。

## 概要
1925年（大正14年）9月30日に、宮内吉次郎によって本江酒造（ほんごうしゅぞう）として創業。魚津市内で唯一の地酒メーカーである。
現在の工場は、魚津大火のあとに建てられたものである（それ以前の工場は大火により焼失している）。
2022年（令和4年）3月30日、業績を改善するため日本酒キャピタルに発行済み株式3分の2を譲渡し同社の傘下に入った。主力銘柄は維持する。なお、社名も同年12月1日に、魚津市内唯一の酒蔵であることをPRするため『魚津酒造』に改称された（当初は同年夏を目処に改称予定であった）。これに合わせ、同年4月以降に洗米機や蒸気釜、こうじ室など設備を大幅に改修した。

## 銘柄
社名変更前は、片貝川の軟水を使用した「名誉北洋」という銘柄の清酒および、「蜃気楼の見える街 白冬」という生酒、純米大吟醸の「越中懐古」、北洋大吟醸の「袋吊」など約30種類を製造・販売していた。なお、酒米には兵庫県産の山田錦や富山県産の五百万石などを使用していた。生産量は年4万リットルであった。
社名変更を機に、以下の3ブランド19種類に集約された。
北洋
全国展開の主力銘柄。名称は創業当時「きたなだ」とも呼ばれていた。これは、酒どころの灘に負けない酒という心意気を込めて名付けたためといわれている。5種類。
蜃気楼の見える街
県内限定酒。4種類。
帆波
特約店限定品。10種類。

## 所在地情報

### 所在地
富山県魚津市本江新町6番1号

### 交通
道路
- 魚津インターチェンジ（北陸自動車道）

鉄道
- 魚津駅（あいの風とやま鉄道・日本貨物鉄道（JR貨物）あいの風とやま鉄道線）